# Grand Prix Formule 1 van Groot-Brittannië 2016
De Grand Prix Formule 1 van Groot-Brittannië 2016 werd gehouden op 10 juli 2016 op Silverstone. Het was de tiende race van het kampioenschap.

## Vrije trainingen

### Uitslagen
- Er wordt enkel de top-5 weergegeven.

| Vrije training 1 | Pos | No | Coureur          | Constructeur         | Tijd     |
| ---------------- | --- | -- | ---------------- | -------------------- | -------- |
| Vrije training 1 | 1   | 44 | Lewis Hamilton   | Mercedes             | 1:31.654 |
| Vrije training 1 | 2   | 6  | Nico Rosberg     | Mercedes             | 1:31.687 |
| Vrije training 1 | 3   | 27 | Nico Hülkenberg  | Force India-Mercedes | 1:32.492 |
| Vrije training 1 | 4   | 5  | Sebastian Vettel | Ferrari              | 1:32.501 |
| Vrije training 1 | 5   | 3  | Daniel Ricciardo | Red Bull-TAG Heuer   | 1:32.773 |
| Vrije training 2 | Pos | No | Coureur          | Constructeur         | Tijd     |
| Vrije training 2 | 1   | 44 | Lewis Hamilton   | Mercedes             | 1:31.660 |
| Vrije training 2 | 2   | 3  | Daniel Ricciardo | Red Bull-TAG Heuer   | 1:32.051 |
| Vrije training 2 | 3   | 33 | Max Verstappen   | Red Bull-TAG Heuer   | 1:32.286 |
| Vrije training 2 | 4   | 5  | Sebastian Vettel | Ferrari              | 1:32.570 |
| Vrije training 2 | 5   | 7  | Kimi Räikkönen   | Ferrari              | 1:32.736 |
| Vrije training 3 | Pos | No | Coureur          | Constructeur         | Tijd     |
| Vrije training 3 | 1   | 44 | Lewis Hamilton   | Mercedes             | 1:30.904 |
| Vrije training 3 | 2   | 6  | Nico Rosberg     | Mercedes             | 1:30.967 |
| Vrije training 3 | 3   | 3  | Daniel Ricciardo | Red Bull-TAG Heuer   | 1:31.488 |
| Vrije training 3 | 4   | 33 | Max Verstappen   | Red Bull-TAG Heuer   | 1:31.561 |
| Vrije training 3 | 5   | 5  | Sebastian Vettel | Ferrari              | 1:32.049 |

Testcoureurs in vrije training 1:
 Charles Leclerc (Haas-Ferrari, P18)
 Esteban Ocon (Renault, P19)

## Kwalificatie
Lewis Hamilton behaalde voor Mercedes zijn zesde pole position van het jaar door teamgenoot Nico Rosberg te verslaan. Achter hen kwalificeerde Red Bull-coureur Max Verstappen zich als derde, wat zijn beste kwalificatiepositie ooit was en tevens de beste kwalificatie ooit voor een Nederlander. Zijn teamgenoot Daniel Ricciardo werd vierde, met het Ferrari-duo Kimi Räikkönen en Sebastian Vettel achter zich. Valtteri Bottas werd voor Williams zevende met de Toro Rosso van Carlos Sainz jr. achter zich. De top 10 werd afgesloten door Force India-coureur Nico Hülkenberg en de McLaren van Fernando Alonso.
Na afloop van de derde vrije training heeft Sebastian Vettel zijn versnellingsbak moeten vervangen, waardoor hij een straf van vijf startplaatsen kreeg. Sauber-coureur Marcus Ericsson maakte een zware crash mee tijdens de derde vrije training en werd overgebracht naar het ziekenhuis, waardoor hij de kwalificatie moest missen. Het chassis van zijn auto moest worden vervangen en hij startte de race vanuit de pitstraat.

### Kwalificatie-uitslag
| Pos                 | No | Coureur           | Constructeur         | Q1        | Q2       | Q3       | Grid |
| ------------------- | -- | ----------------- | -------------------- | --------- | -------- | -------- | ---- |
| 1                   | 44 | Lewis Hamilton    | Mercedes             | 1:30.739  | 1:29.243 | 1:29.287 | 1    |
| 2                   | 6  | Nico Rosberg      | Mercedes             | 1:30.724  | 1:29.970 | 1:29.606 | 2    |
| 3                   | 33 | Max Verstappen    | Red Bull-TAG Heuer   | 1:31.305  | 1:30.697 | 1:30.313 | 3    |
| 4                   | 3  | Daniel Ricciardo  | Red Bull-TAG Heuer   | 1:31.684  | 1:31.319 | 1:30.618 | 4    |
| 5                   | 7  | Kimi Räikkönen    | Ferrari              | 1:31.326  | 1:31.385 | 1:30.881 | 5    |
| 6                   | 5  | Sebastian Vettel  | Ferrari              | 1:31.606  | 1:30.711 | 1:31.490 | 11   |
| 7                   | 77 | Valtteri Bottas   | Williams-Mercedes    | 1:31.913  | 1:31.478 | 1:31.557 | 6    |
| 8                   | 55 | Carlos Sainz jr.  | Toro Rosso-Ferrari   | 1:32.115  | 1:31.708 | 1:31.989 | 7    |
| 9                   | 27 | Nico Hülkenberg   | Force India-Mercedes | 1:32.349  | 1:31.770 | 1:32.172 | 8    |
| 10                  | 14 | Fernando Alonso   | McLaren-Honda        | 1:32.281  | 1:31.740 | 1:32.343 | 9    |
| 11                  | 11 | Sergio Pérez      | Force India-Mercedes | 1:32.336  | 1:31.875 |          | 10   |
| 12                  | 19 | Felipe Massa      | Williams-Mercedes    | 1:32.146  | 1:32.002 |          | 12   |
| 13                  | 8  | Romain Grosjean   | Haas-Ferrari         | 1:32.283  | 1:32.050 |          | 13   |
| 14                  | 21 | Esteban Gutiérrez | Haas-Ferrari         | 1:32.237  | 1:32.241 |          | 14   |
| 15                  | 26 | Daniil Kvjat      | Toro Rosso-Ferrari   | 1:32.553  | 1:32.306 |          | 15   |
| 16                  | 20 | Kevin Magnussen   | Renault              | 1:32.729  | 1:37.060 |          | 16   |
| 17                  | 22 | Jenson Button     | McLaren-Honda        | 1:32.788  |          |          | 17   |
| 18                  | 30 | Jolyon Palmer     | Renault              | 1:32.905  |          |          | 18   |
| 19                  | 88 | Rio Haryanto      | MRT-Mercedes         | 1:33.098  |          |          | 19   |
| 20                  | 94 | Pascal Wehrlein   | MRT-Mercedes         | 1:33.151  |          |          | 20   |
| 21                  | 12 | Felipe Nasr       | Sauber-Ferrari       | 1:33.544  |          |          | 21   |
| 107% tijd: 1:37.074 |    |                   |                      |           |          |          |      |
| 22                  | 9  | Marcus Ericsson   | Sauber-Ferrari       | geen tijd |          |          | Pit  |

## Wedstrijd

### Verslag
De race werd ook gewonnen door Lewis Hamilton, die zijn vierde overwinning van het seizoen behaalde en tevens voor de vierde keer zijn thuisrace won. Ondanks problemen met zijn versnellingsbak in de laatste ronden finishte Nico Rosberg de race als tweede. Na afloop van de race kreeg Rosberg echter een tijdstraf van tien seconden omdat zijn team de radioreglementen overtreden had. Toen hij in de laatste ronden van de race problemen kreeg met zijn versnellingsbak, gaf het team hem instructies om het probleem te verhelpen, wat volgens de reglementen verboden is. Door de tijdstraf zakte Rosberg terug naar de derde plaats. Max Verstappen die de race finishte achter Rosberg op de derde plaats kreeg hierdoor alsnog de tweede plaats toegewezen. Daniel Ricciardo eindigde de race als vierde, voor Kimi Räikkönen en de Force India-coureurs Sergio Pérez en Nico Hülkenberg. Carlos Sainz jr. finishte de race op de achtste plaats. Sebastian Vettel werd, ondanks een straf van vijf seconden vanwege het opzettelijk van de baan drukken van Felipe Massa, negende en bleef hierdoor nipt de Toro Rosso van Daniil Kvjat voor.

### Race-uitslag
| Pos. | No. | Coureur           | Constructeur         | Rondes | Tijd/Oorzaak uitval | Grid | Punten |
| ---- | --- | ----------------- | -------------------- | ------ | ------------------- | ---- | ------ |
| 1    | 44  | Lewis Hamilton    | Mercedes             | 52     | 1:34:55.831         | 1    | 25     |
| 2    | 33  | Max Verstappen    | Red Bull-TAG Heuer   | 52     | +8.250              | 3    | 18     |
| 3    | 6   | Nico Rosberg      | Mercedes             | 52     | +16.911             | 2    | 15     |
| 4    | 3   | Daniel Ricciardo  | Red Bull-TAG Heuer   | 52     | +26.211             | 4    | 12     |
| 5    | 7   | Kimi Räikkönen    | Ferrari              | 52     | +1:09.743           | 5    | 10     |
| 6    | 11  | Sergio Pérez      | Force India-Mercedes | 52     | +1:16.941           | 10   | 8      |
| 7    | 27  | Nico Hülkenberg   | Force India-Mercedes | 52     | +1:17.212           | 8    | 6      |
| 8    | 55  | Carlos Sainz jr.  | Toro Rosso-Ferrari   | 52     | +1:25.858           | 7    | 4      |
| 9    | 5   | Sebastian Vettel  | Ferrari              | 52     | +1:31.654           | 11   | 2      |
| 10   | 26  | Daniil Kvjat      | Toro Rosso-Ferrari   | 52     | +1:32.600           | 15   | 1      |
| 11   | 19  | Felipe Massa      | Williams-Mercedes    | 51     | +1 ronde            | 12   |        |
| 12   | 22  | Jenson Button     | McLaren-Honda        | 51     | +1 ronde            | 17   |        |
| 13   | 14  | Fernando Alonso   | McLaren-Honda        | 51     | +1 ronde            | 9    |        |
| 14   | 77  | Valtteri Bottas   | Williams-Mercedes    | 51     | +1 ronde            | 6    |        |
| 15   | 12  | Felipe Nasr       | Sauber-Ferrari       | 51     | +1 ronde            | 21   |        |
| 16   | 21  | Esteban Gutiérrez | Haas-Ferrari         | 51     | +1 ronde            | 14   |        |
| 17   | 20  | Kevin Magnussen   | Renault              | 49     | Versnellingsbak     | 16   |        |
| DNF  | 30  | Jolyon Palmer     | Renault              | 37     | Versnellingsbak     | 18   |        |
| DNF  | 88  | Rio Haryanto      | MRT-Mercedes         | 24     | Spin                | 19   |        |
| DNF  | 8   | Romain Grosjean   | Haas-Ferrari         | 17     | Transmissie         | 13   |        |
| DNF  | 9   | Marcus Ericsson   | Sauber-Ferrari       | 11     | Motor               | Pit  |        |
| DNF  | 94  | Pascal Wehrlein   | MRT-Mercedes         | 6      | Spin                | 20   |        |

## Tussenstanden wereldkampioenschap
Betreft tussenstanden voor het wereldkampioenschap na afloop van de race.

### Coureurs
| Positie | No. | Rijder           | Team                 | Punten |
| ------- | --- | ---------------- | -------------------- | ------ |
| 01      | 6   | Nico Rosberg     | Mercedes             | 168    |
| 02      | 44  | Lewis Hamilton   | Mercedes             | 167    |
| 03      | 7   | Kimi Räikkönen   | Ferrari              | 106    |
| 04      | 3   | Daniel Ricciardo | Red Bull-TAG Heuer   | 100    |
| 05      | 5   | Sebastian Vettel | Ferrari              | 98     |
| 06      | 33  | Max Verstappen   | Red Bull-TAG Heuer   | 90     |
| 07      | 77  | Valtteri Bottas  | Williams-Mercedes    | 54     |
| 08      | 11  | Sergio Pérez     | Force India-Mercedes | 47     |
| 09      | 19  | Felipe Massa     | Williams-Mercedes    | 38     |
| 10      | 8   | Romain Grosjean  | Haas-Ferrari         | 28     |

### Constructeurs
| Positie | Team                 | Punten |
| ------- | -------------------- | ------ |
| 01      | Mercedes             | 335    |
| 02      | Ferrari              | 204    |
| 03      | Red Bull-TAG Heuer   | 198    |
| 04      | Williams-Mercedes    | 92     |
| 05      | Force India-Mercedes | 73     |
| 06      | Toro Rosso-Ferrari   | 41     |
| 07      | McLaren-Honda        | 32     |
| 08      | Haas-Ferrari         | 28     |
| 09      | Renault              | 6      |
| 10      | MRT-Mercedes         | 1      |